# Tretandskrabba
Tretandskrabba (Geryon trispinosus) är en kräftdjursart som först beskrevs av Herbst 1803.  Tretandskrabba ingår i släktet Geryon och familjen Geryonidae. Enligt den svenska rödlistan är arten otillräckligt studerad i Sverige. Arten förekommer i Götaland. Artens livsmiljö är havet. Inga underarter finns listade i Catalogue of Life.